# Karim Khan
Karim Asad Ahmad Khan (* 30. března 1970 Edinburgh) je britský právník zaměřující se na mezinárodní trestní právo a mezinárodní právo lidských práv. Od roku 2021 je vrchním žalobcem Mezinárodního trestního soudu (MTS).
Během své kariéry působil v řadě sledovaných mezinárodnětrestních případů (například v Mezinárodním trestním tribunálu pro bývalou Jugoslávii, Mezinárodním trestním tribunálu pro Rwandu nebo ve Zvláštním tribunálu pro Libanon). Působil také coby zvláštní poradce a vedoucí vyšetřovacího týmu OSN pro prosazení odpovědnosti za zločiny spáchané Islámským státem v Iráku.
Ve funkci vrchního žalobce u Mezinárodního trestního soudu vedl případy porušení mezinárodního trestního práva v konfliktech mezi Ruskem a Ukrajinou a také Izraelem a Palestinou. V prvním jmenovaném případě podal žádost o vydání zatykačů na čtyři politické a vojenské představitele Ruska (včetně prezidenta Vladimira Putina) a ve druhém případě požádal o vydání zatykačů na tři politické a vojenské lídry Hamásu a dva politické představitele Izraele (včetně premiéra Benjamina Netanjahua). V obou případech Mezinárodní trestní soud jeho žádostem vyhověl.  

## Kariéra
Vystudoval práva na King's College London. Následně nastoupil na doktorské studium na Oxfordské univerzitě. To ovšem nedokončil.
Mezi lety 1993 a 1996 pracoval jako státní žalobce pro Anglii a Wales.
V letech 1997 a 1998 pracoval u úřadu žalobce Mezinárodního trestního tribunálu pro bývalou Jugoslávii (ICTY) a později (do roku 2000) působil v rámci Mezinárodního trestního tribunálu pro Rwandu (ICTR).
U Mezinárodního trestního soudu vedle již zmíněných případů byl zapojen do tribunálu pro Kambodžu, kde byly vyšetřovány zločiny Rudých Khmerů, nebo do Zvláštního tribunálu pro Libanon, který vyšetřoval atentát na předsedu vlády Libanonu Rafíka Harírího.
Mezi lety 2006 a 2007 byl u MTS jmenován obhájcem liberijského prezidenta Charlese Taylora, kterého Mezinárodní trestní tribunál pro Sierra Leone odsoudil k 50 letům vězení za válečné zločiny a zločiny proti lidskosti. V letech 2008 a 2010 byl u MTS jmenován obhájcem súdánského lídra povstalců Bahra Idrisse Abu Gardaho, který se soudu dobrovolně vydal. V roce 2011 byl jmenován obhájcem Francise Muthaura, keňského vlivného státního úředníka, který měl být zapleten do povolebních nepokojů po prezidentských volbách z roku 2007. V roce 2011 úspěšně hájil keňského politika Williama Rutto před MTS, kterého nakonec soud zprostil všech obvinění. V letech 2014 až 2017 hájil kosovského politika Fatmira Limaje před tribunálem mise EULEX.
Khan zastupoval skupinu anglofonních právníků pro lidská práva obviněných z terorismu a dalších trestných činů před vojenským soudem v Yaoundé v Kamerunu jako mezinárodní právní poradce od února 2017 do září 2017. Vedl tým, který radil chamům a albánským komunitám ve vztahu k jejich vyhoštění z Řecka a následnému vyvlastnění majetku po druhé světové válce. Byl hlavním advokátem ve velkém případu obětí v Sierra Leone vyplývajícím z intervence ECOMOG v letech 1999–2002 a zastupoval více než 100 000 žalobců z komunit Kipsigi a Talai v Keni, kteří hledali nápravu za údajná porušení lidských práv spáchaná během britské koloniální vlády. Khan uvedl: „Některé historické křivdy je třeba uznat... Je to něco, co mě velmi vášnivě zajímá a stojí to za to.“
Následně až do roku 2021 působil v Iráku coby zvláštní poradce a vedoucí vyšetřovacího týmu OSN pro prosazení odpovědnosti za zločiny spáchané Islámským státem v Iráku.

### Působení u Mezinárodního trestního soudu
12. února 2021 byl zvolen vrchním žalobcem Mezinárodního trestního soudu (MTS) na devítileté funkční období. Při volbě obdržel 72 hlasů (pro zvolení bylo třeba 62) z celkových 123 možných. Khan se stal třetím vrchním žalobcem MTS a vůbec prvním zvoleným tajným hlasováním. Na pozici byl nominován Velkou Británií. Úřadu se ujal v červnu 2021, kdy nahradil gambijskou právničku Fatou Bensouda.
V září 2021 Khan obnovil vyšetřování zločinů spáchaných Tálibánem a Islámským státem v Chorasánu v Afghánistánu, které bylo přerušeno v roce 2020 na žádost vlády v Kábulu. Zrušil vyšetřování válečných zločinů v Afghánistánu spáchaných mezinárodními silami, včetně Spojených států. Rovněž ukončil vyšetřování týkající se používání tajných věznic CIA ve Polsku, Rumunsku a Litvě na počátku 2000, kde byli unesení vězni vyslýcháni a mučeni pro jejich údajné členství v Tálibánu nebo Al-Káidě. Khan uvedl, že vyšetřování byla ukončena kvůli omezeným finančním prostředkům MTS.

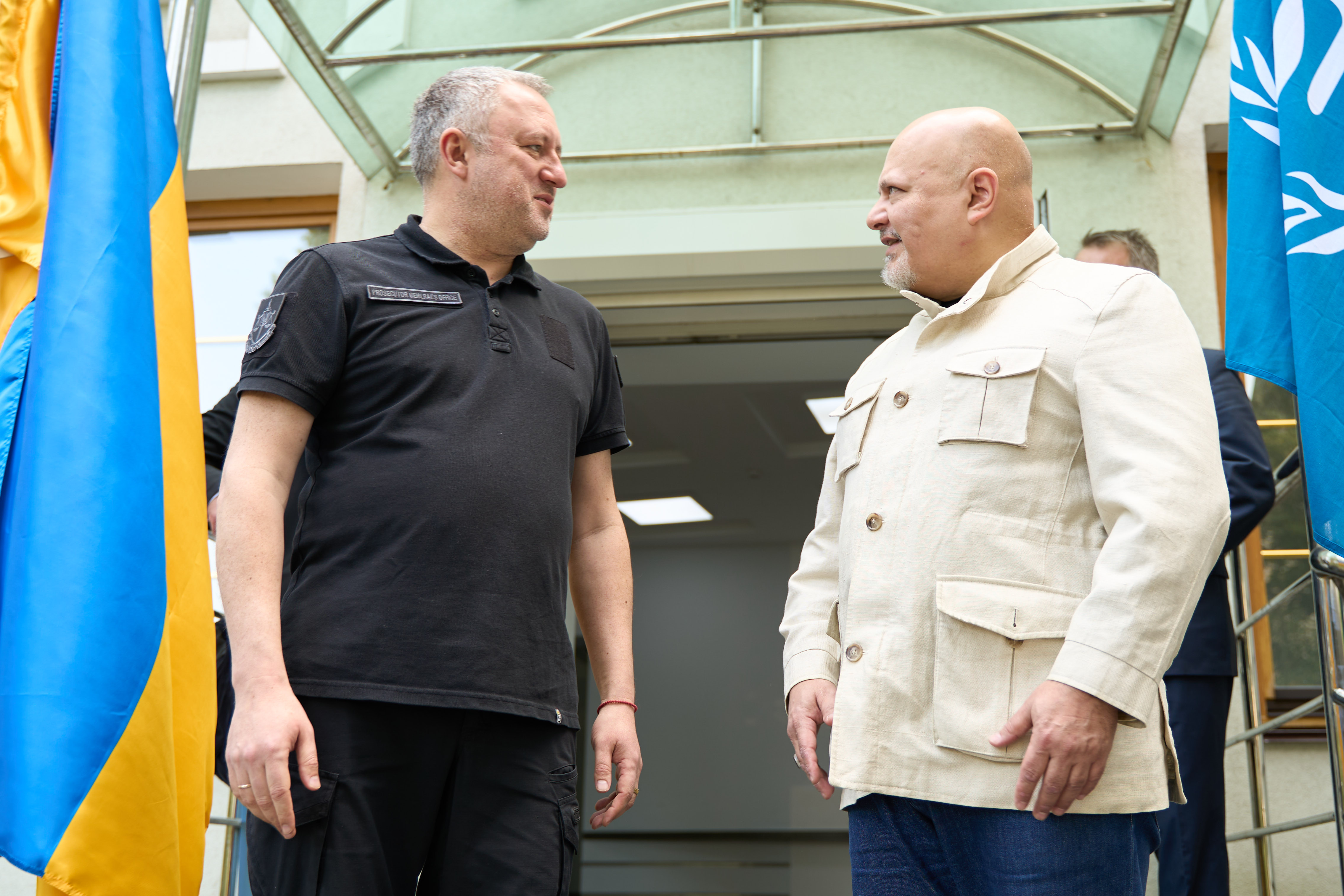
Karim Khan s Andrijem Kostinem v Kyjevě v září 2023

V dubnu 2022 se Khan vyjádřil k válce na Ukrajině: „Máme důvodné podezření, že jsou páchány zločiny spadající do jurisdikce soudu.“ O jedenáct měsíců později požádal o dva zatykače, obviňující Vladimira Putina a Mariju Lvovovou-Belovou z porušení dvou pravidel Římského statutu týkajících se systematické deportace (včetně únosů dětí), přesunu a braní rukojmí. V reakci na to Rusko vydalo zatykač na Khana. V červnu 2024 MTS potvrdil vydání zatykačů také na bývalého ministra obrany a tajemníka bezpečnostní rady státu Sergeje Šojgua a na náčelníka generálního štábu Valerija Gerasimova.
Během války v Pásmu Gazy naznačil Khan již v roce 2023, že Hamás i Izrael by mohli být stíháni MTS. Dne 17. listopadu 2023 Khan uvedl, že MTS obdržel společnou žádost Jihoafrické republiky, Bangladéše, Bolívie, Komor a Džibuti o vyšetření údajných izraelských válečných zločinů. Jihoafrická ministryně zahraničí Naledi Pandor se na Khana obrátila s dotazem, proč byl schopen vydat zatykač na ruského prezidenta Putina, ale ne na izraelského premiéra Benjamina Netanjahua. Izraelská vláda svolala mimořádná zasedání kvůli obavám, že MTS by mohl připravovat zatykače na Netanjahua, další vysoké představitele nebo důstojníky izraelských obranných sil. Rozhodla se kontaktovat soud a „vlivné diplomaty“ s cílem zablokovat vydání zatykačů.
Dne 20. května 2024 Khan na základě doporučení panelu expertů MTS, mezi nimiž byli mimo jiné Theodor Meron a Amal Clooney, podal žádost o vydání zatykače na lídra Hamásu v Pásmu Gazy Jahjá Sinvára, šéfa vojenského křídla Hamásu Muhammada Dajfa, šéfa politického křídla Hamásu Ismáíla Haníja, izraelského premiéra Benjamina Netanjahua a izraelského ministra obrany Jo'ava Galanta. Prezident Spojených států Joe Biden označil žádost za „pobuřující“, zatímco Netanjahu nazval Khana jedním z „největších antisemitů moderní doby“. Řada zemí světa následně vyjádřila podporu nezávislosti MTS a vyzvala k respektování mezinárodního práva. Šlo například o Francii, Španělsko, Irsko, Belgii, Švýcarsko, Rakousko, Slovinsko, Dánsko, Norsko, Kanadu, Chile, Jihoafrickou republiku, Maledivy, Omán nebo Jordánsko.
Dne 21. listopadu 2024 Mezinárodní trestní soud rozhodl o vydání zatykačů na izraelského premiéra Benjamina Netanjahua a v té době čerstvě odvolaného ministra obrany Jo'ava Galanta. Soud tím také odmítl dříve podané námitky Izraele a jeho spojeneckých zemí. Tři představitelé Hamásu, kteří podle květnové žádosti vrchního žalobce měli také být povoláni před Mezinárodní trestní soud, byli v listopadu 2024 již mrtví. Soud nicméně vydal zatykač také na Muhammada Dajfu, u které nebylo možné spolehlivě ověři zabití. Podle odůvodnění měl soud důvodné podezření se domnívat, že Muhammad Dajf „odpovídá za zločiny proti lidskosti: vraždy, vyhlazování lidí, mučení, znásilnění a další formy sexuálního násilí; stejně jako za válečné zločiny vraždy, krutosti, mučení; za braní rukojmích, těžké urážky lidské důstojnosti, znásilnění a další formy sexuálního násilí“. Soud měl rovněž důvodné podezření se domnívat, že izraelský premiér Benjamin Netanjahu a exministr obrany Jo'av Galant „nesou coby spolupachatelé trestní odpovědnost za následující zločiny: za válečný zločin úmyslného využívání hladovění civilních osob jako způsobu vedení boje a za zločiny proti lidskosti, vraždy, perzekuce a jiné nelidské činy“. A „každý z nich nese coby civilní lídr trestní odpovědnost za válečný zločin útoku zaměřeného proti civilnímu obyvatelstvu“.
V lednu 2025 požádal Mezinárodní trestní soud o vydání zatykačů na dva politické představitele Tálibánu v Afghánistánu. Šlo o vůdce Tálibánu Hajbatulláha Achúndzádu a předsedu Nejvyššího soudu Afghánistánu Abdula Hakíma Hakkáního. Oba byli obviněni ze zločinů proti lidskosti, zejména z genderově podmíněné perzekuce žen a dívek.

### Obvinění ze sexuálního obtěžování
V říjnu 2024 se na veřejnost dostala zpráva, že Khan měl být obviněn ženou, která s ním pracovně spolupracovala, ze sexuálního obtěžování. Údajné obtěžování interně nahlásily dvě kolegyně zmíněné ženy v květnu 2024. Žena obtěžování nepotvrdila, takže nebylo zahájeno vnitřní řízení v ICC. Žena se údajně bála, že interní vyšetřování nebude nestranné. Sám Khan následně obvinění odmítl a uvedl, že šlo o další útok na jeho osobu, jakým v předcházejících měsících čelil mnoha.
Někteří američtí republikánští poslanci a senátoři požadovali, aby bylo prošetřeno, zda Khanovy případné morální prohřešky nevrhají podezření na jeho vyšetřování údajných izraelských válečných zločinů. Khan se poté označil za oběť štvavé kampaně, která mu má poškodit pověst. Někteří jeho kolegové médiím uvedli, že může jít o součást izraelské štvavé kampaně. Deník The Guardian již dříve ve své investigativě popsal, že Khanova předchůdkyně Fatou Bensouda čelila nátlaku izraelských tajných složek, aby nezahajovala líčení proti Izraeli, soudci také byli odposloucháváni. Nicméně v investigativě vůči obvinění Khana The Guardian neodhalil propojení s Izraelem. Deník se však obával, že tohoto obvinění Izrael využije, aby zdiskreditoval Khanův případ. V listopadu 2024 vedení MTS ohlásilo, že zahájí externí vyšetřování obvinění. Khana také vyzvalo k dočasnému odstoupení z funkce po dobu vyšetřování. Ten tak učinil v květnu 2025.

## Osobní život
Karimův otec je pákistánský dermatolog a jeho matka zdravotní sestra pocházející z Velké Británie.
Hlásí se k islámu a je aktivním členem Ahmadíjské muslimské komunity, které bylo v Pákistánu zakázáno se označovat za muslimy zákonem o rouhání. Toto v něm podle jeho slov prohloubilo zájem o mezinárodní právo a lidská práva. Jeho žena je malajsijská právnička Dato Shyamala Alagendra. Má 2 syny.
Jeho bratrem je britský konzervativní politik Imran Ahmad Khan, odsouzený v roce 2022 za sexuální delikt k 18 měsícům vězení a po vypršení poloviny trestu byl 22. února 2023 propuštěn.